# Talita Rodrigues
Talita de Alencar Rodrigues (Rio de Janeiro, 23 de agosto de 1934) é uma nadadora brasileira, que participou de uma edição dos Jogos Olímpicos pelo Brasil.
É irmã do também nadador olímpico Sérgio Geraldo Alencar Rodrigues.

## Trajetória esportiva
Com 13 anos de idade, participou das Olimpíadas de 1948 em Londres, quando foi à final dos 4x100 metros livre, terminando em sexto lugar, junto com Eleonora Schmitt, Maria da Costa e Piedade Coutinho. Até hoje ela é a mais jovem integrante de uma delegação olímpica de natação do Brasil de todos os tempos. Era nadadora do Fluminense Football Club quando foi às Olimpíadas de Londres.
Nos Jogos Pan-Americanos de 1951 em Buenos Aires, o primeiro Pan da história, ganhou uma medalha de bronze no revezamento 4x100 metros livre, junto com Idamis Busin, Ana Lúcia Santa Rita e Piedade Coutinho.Também terminou em quinto lugar nos 200 metros livre.